# Pflege-Neuausrichtungs-Gesetz
Das Gesetz zur Neuausrichtung der Pflegeversicherung (Pflege-Neuausrichtungs-Gesetz – PNG) trat am 30. Oktober 2012 in Kraft. Es war am 29. Juni 2012 mit den Stimmen der Schwarz-Gelben-Koalition (CDU/CSU/FDP) vom Deutschen Bundestag beschlossen worden. Die wichtigsten Regelungen des Gesetzes standen zum 1. bzw. 4. Januar 2013 zur Verfügung.
Es ergänzt die 1995 eingeführte Pflegepflichtversicherung mit dem Pflegeleistungs-Ergänzungsgesetz von 2002 und wurde ab 2015 durch die Pflegestärkungsgesetze erweitert.

## Zielsetzung
Mit dem Gesetz sollten u. a. neue bzw. verbesserte Leistungen für Demenzkranke und deren Angehörige, die Förderung von neuen Wohnformen (so genannte Pflege-WGs – Pflegewohngemeinschaften), sowie eine staatliche Bezuschussung privater Pflege-Zusatzversicherungen (bekannt als „Pflege-Bahr“ – eine subventionierte Privatvorsorge nach Art der Riester-Rente) erreicht werden. Zugleich wurde der Beitragssatz zur gesetzlichen Pflegeversicherung zum 1. Januar 2013 von bisher 1,95 auf 2,05 Prozent angehoben, bei Kinderlosen auf 2,3 Prozent, um so die Leistungen vor allem für Demenzkranke finanzieren zu können.
Man rechnete damit, dass durch diese Anhebung des Beitragssatzes der gesetzlichen Pflegeversicherung von 2013 bis 2015 Mehreinnahmen in Höhe von jährlich rund 1,1 Milliarden Euro einbringen würde. Das BMG hoffte mit dem angehobenen Beitragssatz nicht nur die erweiterten Leistungen für Demenzkranke, sondern sämtliche Leistungen der gesetzlichen Pflegeversicherung bis zum Jahre 2018 finanzieren zu können.

## Verlauf der Gesetzgebung
Nach diversen Verzögerungen hatte das Bundeskabinett Mitte November 2011 die Eckpunkte für die seit langem angekündigte Pflegereform gebilligt.
Das Bundeskabinett brachte den Gesetzentwurf dann am 28. März 2012 auf den Weg.
Am 26. April 2012 debattierte der Bundestag in erster Lesung den Entwurf eines Gesetzes zur Neuausrichtung der Pflegeversicherung (Pflege-Neuausrichtungs-Gesetz – PNG) und verwies den Entwurf zur weiteren Beratung in die Ausschüsse.
Nach zweiter und dritter Lesung am 29. Juni 2012 beschloss der Deutsche Bundestag mit den Stimmen der Schwarz-Gelben-Koalition (CDU/CSU + FDP) das Gesetz zur Neuausrichtung der Pflegeversicherung (Pflege-Neuausrichtungs-Gesetz – PNG).
In namentlicher Abstimmung stimmten von 591 Abgeordneten (abgegebene Stimmen) 324 für das Gesetz, 267 dagegen. Es gab keine Enthaltungen.
Zu diesem Gesetzentwurf hatte es weit darüber hinausreichende Gegen-Anträge der SPD, der Linken und von Bündnis 90/Die Grünen gegeben, die jedoch sämtlich keine Mehrheit fanden.
Der Bundesrat verzichtete auf seiner Sitzung am 21. September 2012 – entgegen der Empfehlung seines Gesundheitsausschusses – auf einen Einspruch und die Anrufung des Vermittlungsausschusses. Das Gesetz trat am 30. Oktober 2012 in Kraft, die wichtigsten Regelungen jedoch erst am 1. bzw. 4. Januar 2013.

## Inhalt bzw. Auswirkungen des Gesetzes

### Höhere Leistungen für Demenzkranke
Der Kern des Pflege-Neuausrichtungs-Gesetzes (PNG) sind die verbesserten Leistungen für Demenzkranke in häuslicher und ambulanten Pflege. In Deutschland sind derzeit rund 1,4 Millionen Menschen an Demenz erkrankt. Es wird damit gerechnet, dass sich diese Zahl bis zum Jahr 2030 auf circa 2,1 Millionen erhöht. In Reaktion auf diese Zahlen erhielten demente Pflegebedürftige, die häuslich/ambulant versorgt werden, ab dem 1. Januar 2013 höhere Pflegesachleistungen und Pflegegeld aus der gesetzlichen Pflegeversicherung. Das Ministerium wollte diese Maßnahmen als Vorgriff auf einen neuen Pflegebedürftigkeitsbegriff verstanden wissen, der demenzkranke Pflegebedürftige, die bisher nicht ausreichend berücksichtigt wurden, mit einschließt.

#### Pflegestufe 0
In der Pflegeversicherung versicherte Personen mit eingeschränkter „Alltagskompetenz“ (z. B. Menschen mit Demenz), die nach bisherigem Beurteilungsverfahren noch kein Pflegefall sind und keiner der Pflegestufen I, II oder III zugeordnet worden waren (Pflegestufe 0) und bis zum Inkrafttreten des Gesetzes lediglich Betreuungsgeld in Höhe von 100 Euro (Grundbedarf) beziehungsweise maximal 200 Euro (erhöhter Bedarf) im Monat erhielten, hatten seit dem 1. Januar 2013 Anspruch auf nun monatlich 225 Euro für Pflegesachleistungen bei Übernahme der Pflege durch einen Pflegedienst oder 120 Euro Pflegegeld für pflegende Angehörige.

#### Pflegestufe I und II
Pflegebedürftige mit erheblich eingeschränkter Alltagskompetenz in der Pflegestufe I erhielten nunmehr 665 Euro für Pflegesachleistungen (bisher: 450 Euro) beziehungsweise 305 Euro Pflegegeld (bisher: 235 Euro).
In der Pflegestufe II waren es 1.250 Euro für Pflegesachleistungen (bisher: 1.100 Euro) beziehungsweise 525 Euro Pflegegeld (bisher: 440 Euro). Pflegesachleistungen und Pflegegeld können auch kombiniert werden.

#### Pflegestufe III
In der Pflegestufe III blieben die Leistungen allerdings unverändert auf dem bisherigen Niveau. Das BMG schätzte, dass von den verbesserten Leistungen rund 500.000 Pflegebedürftige mit demenziellen Erkrankungen profitieren werden. Von diesen 500 000 hätten etwa 40.000 Personen einen Pflegebedarf unterhalb der Pflegestufe I.

### Förderung von Wohngruppen – „Pflege-WGs“
Mit dem PNG wurden ambulant betreute Wohngruppen von Pflegebedürftigen gefördert. Es handelte sich dabei um Wohngemeinschaften von regelmäßig mindestens drei Pflegebedürftigen, mit dem Zweck der gemeinschaftlich organisierten pflegerischen Versorgung. Pflegebedürftigen, die in solchen betreuten Wohngruppen wohnten, wird nach dem PNG ein Wohngruppenzuschlag in Höhe von 214 Euro (vormals 200 monatlich) im Monat (§ 38a SGB XI) gewährt. Voraussetzung ist unter anderem, dass „eine Person durch die Mitglieder der Wohngruppe gemeinschaftlich beauftragt ist, unabhängig von der individuellen pflegerischen Versorgung allgemeine organisatorische, verwaltende, betreuende oder das Gemeinschaftsleben fördernde Tätigkeiten zu verrichten oder die Wohngruppenmitglieder bei der Haushaltsführung zu unterstützen“. Die Tätigkeiten der Präsenzkraft können dabei laut gängiger Rechtsprechung von mehreren Personen ausgeübt werden und müssen außerdem nicht notwendigerweise gemeinsam von allen Mitbewohnern beauftragt werden.
Bei Gründung einer solchen Gruppe nach Inkrafttreten des PNG wird bzw. wurde zusätzlich als Anschubfinanzierung eine Förderung in Höhe von 2.500 Euro pro Person gewährt, wobei der Gesamtbetrag für eine Wohngemeinschaft auf 10.000 Euro begrenzt wurde. Das Förderprogramm soll zum Ablauf des Monats enden, in dem eine Fördersumme von 30 Millionen Euro erreicht wird (§ 45e SGB XI).
Zusätzlich kann eine Förderung Maßnahmen zur Verbesserung des individuellen Wohnumfeldes des Pflegebedürftigen gewährt werden. Eine Förderung kann für jede Maßnahme in Höhe von bis zu 4.000 Euro pro Person gewährt werden, wobei der Gesamtbetrag je Maßnahme für eine Wohngemeinschaft auf 16.000 Euro begrenzt ist (§ 40 SGB XI).
Weitere 10 Millionen Euro standen von 2015 bis 2018 für die wissenschaftlich begleitete Weiterentwicklung neuer Wohnformen (nach § 45f SGB XI) zur Verfügung. Gefördert werden sollten Konzepte, die eine bewohnerorientierte individuelle Versorgung – außerhalb von vollstationären Einrichtungen anbieten.

### Förderung privater Zusatzversicherungen – „Pflege-Bahr“
Die FDP setzte innerhalb der Schwarz-Gelben-Koalition den Einstieg in die private Pflegeversicherung durch.
Eine freiwillige Zusatzversicherung – auch „Pflege-Bahr“ genannt – soll im Bedarfsfall den Bürgern helfen, die Zahlungen aus der bereits bestehenden allgemeinen Pflegeversicherung privat zu ergänzen.
Auf einem Koalitionsgipfel einigte man sich auf die finanzielle Förderung privater Pflege-Zusatzversicherungen.
Im Gegenzug stimmte die FDP dem von der CSU geforderten Betreuungsgeld zu. Die FDP hatte ihre Zustimmung zu dem an eine Einigung auf die private Pflege-Vorsorge geknüpft. In ihrem Koalitionsvertrag hatten CDU/CSU und FDP vereinbart, die gesetzliche Pflegeversicherung um eine zweite privat finanzierte Säule zu ergänzen. Eine private Pflege-Zusatzversicherung sollte – ursprünglich – obligatorisch sein. Die Einzelheiten für die private Pflege-Zusatzversicherung wurden Ende November 2012 auf dem Verordnungswege (Pflegevorsorgezulage-Durchführungsverordnung) bestimmt. Diese Regelung trat ab 4. Januar 2013 in Kraft.
Wer neben der gesetzlichen Pflegeversicherung zusätzlich noch eine private Zusatzversicherung abschließt, erhält ab 4. Januar 2013 vom Staat dafür einen monatlichen Zuschuss von 5 Euro (60 Euro pro Jahr).
Dieser Zuschuss wird unabhängig von der Prämienhöhe und vom Einkommen des Einzelnen gezahlt.
Die Pflege-Zusatzversicherung muss Leistungen für alle Pflegestufen vorsehen – für Pflegestufe III mindestens 600 Euro im Monat. Wer eine solche Zusatz-Versicherung abschließt, muss selbst mindestens so viel einzahlen, wie er vom Staat bekommt. Sprich: monatlich fünf Euro oder mehr.
Anders als bei der Riester-Rente gibt es keine steuerlichen Vorteile für die Privatvorsorge.
Der Abschluss einer solchen Versicherung, des so genannten „Pflege-Bahr“s, ist freiwillig.
Der Abschluss einer solchen Zusatzversicherung soll diskriminierungsfrei sein. Soll heißen: Die Versicherer sollen Antragsteller nicht ablehnen dürfen und auch keine Gesundheitsprüfung verlangen, um abzuschätzen, wie groß das Risiko ist, dass ein Antragsteller später ein Pflegefall wird.
Die Versicherer können aber die Prämien und die Leistungshöhen aufgrund eigener Kalkulation festsetzen.
Keine Zulage erhalten sollen Menschen unter 18 Jahren und Personen, die vor Abschluss eines Pflege-Riesters bereits bestimmte Pflegeleistungen empfangen haben.
Trotz der Kritik, dass die Leistungen des Pflege-Bahrs zu gering seien, kann die Einführung einer geförderten Pflegeversicherung von der Regierung durchaus aus Erfolg bezeichnet werden. 2013 haben sich mit über 350.000 Neuverträgen mehr als doppelt so viele Menschen für den Pflege-Bahr entschieden als für eine ungeförderte Police.

### Aufsuchende zahnärztliche Betreuung in Pflegeheimen
Die aufsuchende zahnärztliche Betreuung in Einrichtungen und in häuslicher Umgebung wurde bereits mit dem GKV-Versorgungsstrukturgesetz verbessert. Zahnärzte erhalten eine zusätzliche Vergütung für die aufsuchende Versorgung von Pflegebedürftigen und Menschen mit Behinderungen, die eine Zahnarztpraxis aufgrund ihrer Pflegebedürftigkeit oder Behinderung nicht oder nur mit hohem Aufwand aufsuchen können. Mit dem Gesetz zur Neuausrichtung der Pflegeversicherung wurde in Artikel 3 diese Vergütung aus Gründen der Gleichbehandlung auf die nunmehr aufsuchende Betreuung von immobilen Personen mit erheblich eingeschränkter Alltagskompetenz im § 87 Abs. 2j SGB V ausgeweitet. Vertragszahnärzte können nach § 119b Abs. 1 SGB V seit 1. April 2014 mit stationären Pflegeeinrichtungen einzeln oder gemeinsam Kooperationsverträge schließen. Um im Bereich der vertragszahnärztlichen Versorgung Anreize für Zahnärzte zu schaffen, Kooperationsverträge zu vereinbaren und Hausbesuche bei Pflegeheimbewohnern durchzuführen, hat der Bewertungsausschuss eine zusätzliche Vergütung für zahnärztliche Leistungen im Bewertungsmaßstab zahnärztlicher Leistungen: Besuche/Aufsuchende Betreuung vorgesehen, die im Rahmen eines Kooperationsvertrages erbracht werden.

### Informationspflicht
Generell ist die Frage der ärztlichen, fach- und zahnärztlichen Versorgung der Bewohner ein wichtiges Kriterium bei der Entscheidung für eine Pflegeeinrichtung. Deshalb müssen Pflegeheime ab dem 1. Januar 2014 darüber informieren, wie sie die medizinische Versorgung inklusive der Versorgung der Heimbewohner mit Arzneimitteln organisieren.

## Finanzierung
Für die neuen Leistungen wurden von der damaligen Regierung zusätzliche Kosten für die Pflegeversicherung in Höhe von 1,1 Milliarden Euro veranschlagt.
Um dies finanzieren zu können, wurde der Beitragssatz zur gesetzlichen Pflegeversicherung zum 1. Januar 2013 von bis dahin 1,95 Prozent vom Bruttolohn auf 2,05 Prozent angehoben – paritätisch von Arbeitgebern und Arbeitnehmern finanziert. Für Kinderlose wurde der Beitrag auf 2,3 Prozent angehoben.

## Kritik
Die Opposition im Bundestag, Gewerkschaften, Krankenkassen, Sozialverbände und Arbeitgeber kritisierten das neue Gesetz als Reförmchen, Täuschung, Skandal, Armutszeugnis und Nullnummer, das die tatsächlich anstehenden Probleme nicht löse.
Am Pflege-Neuausrichtungs-Gesetz – PNG wurde insbesondere kritisiert, dass kein neuer Pflegebedürftigkeitsbegriff eingeführt und umgesetzt wurde.

## Aussichten
In dem am 16. Dezember 2013 unterzeichneten Koalitionsvertrag der Großen Koalition (CDU/CSU + SPD), wurde auf S. 59f. folgendes festgehalten:

„Wir wollen die Pflegebedürftigkeit besser anerkennen, um die Situation der Pflegebedürftigen, von Angehörigen und Menschen, die in der Pflege arbeiten, zu verbessern. Dazu wollen wir den neuen Pflegebedürftigkeitsbegriff  auf der Grundlage der Empfehlungen des Expertenbeirats in dieser Legislaturperiode so schnell wie möglich einführen. Insbesondere Menschen mit Demenzerkrankungen sollen damit bessere und passgenauere Leistungen erhalten. Diejenigen, die heute Leistungen erhalten, werden durch die Einführung nicht schlechter gestellt. […] Bis zur Umsetzung des neuen Pflegebedürftigkeitsbegriff werden wir zügig vor allem die schon bestehenden Betreuungsleistungen weiter ausbauen und auf alle Pflegebedürftige ausdehnen.“

In seiner Antrittsrede vor dem Deutschen Bundestag am 30. Januar 2014 erklärte der neue Bundesminister für Gesundheit Hermann Gröhe:

„In einem ersten Schritt wollen wir die Dynamisierung von Leistungen angehen und mit der Flexibilisierung der Leistungen und einer besseren Personalausstattung dazu beitragen, dass der individuellen Situation eines Pflegebedürftigen besser Rechnung getragen werden kann. Gute Pflege braucht mehr Zeit. Diese berechtigte Forderung der Pflegekräfte wollen wir umsetzen. Dafür werden wir die Beitragssätze zum 1. Januar 2015 um 0,2 Prozentpunkte erhöhen und damit das Leistungsvolumen um 2,4 Milliarden Euro mehren. Eine weitere Beitragserhöhung um 0,1 Prozentpunkte soll für einen Pflegevorsorgefonds genutzt werden, um dann, wenn die geburtenstarken Jahrgänge ins Pflegealter kommen, eine Beitragssteigerung abzumildern. In einem zweiten Schritt wollen wir mit einer Beitragssteigerung von noch einmal 0,2 Prozentpunkten unter anderem die erforderliche Umsetzung des neuen Pflegebedürftigkeitsbegriffs einleiten. Danach werden pro Jahr 5 Milliarden Euro mehr für Leistungen in der Pflegeversicherung zur Verfügung stehen. Dies bedeutet eine Steigerung des Leistungsvolumens um 20 Prozent. Das ist ein echter Kraftakt.“

Der angekündigte „erste Schritt“ – die Dynamisierung der Leistungen der Pflegeversicherung war allerdings bereits im Koalitionsvertrag vom 11. November 2005 (Große Koalition CDU/CSU + SPD) verkündet worden. Unter Punkt 8.2. („Verbesserungen auf der Leistungsseite“) erklärte man:

„Die Leistungen der Pflegeversicherung sind seit 1995 unverändert geblieben und unterliegen daher einem schleichenden Wertverfall. Zunehmend müssen deshalb Pflegebedürftige von der Sozialhilfe unterstützt werden. Die Pflegeleistungen sollen daher dynamisiert werden.“

Doch erst im Mitte 2008 verabschiedeten so genannten Pflege-Weiterentwicklungsgesetz wurden (a) schrittweise Anpassungen bis 2012 beschlossen und (b) regelmäßige Leistungsdynamisierungen in § 30 SGB XI gesetzlich verankert.
Allerdings sollte diese Leistungsdynamisierung 2014 zunächst geprüft und erst ab 2015 (und von da an jeweils alle drei Jahre) erfolgen:

„Die Bundesregierung prüft alle drei Jahre, erstmals im Jahre 2014, Notwendigkeit und Höhe einer Anpassung der Leistungen der Pflegeversicherung. Als ein Orientierungswert für die Anpassungsnotwendigkeit dient die kumulierte Preisentwicklung in den letzten drei abgeschlossenen Kalenderjahren; dabei ist sicherzustellen, dass der Anstieg der Leistungsbeträge nicht höher ausfällt als die Bruttolohnentwicklung im gleichen Zeitraum. Bei der Prüfung können die gesamtwirtschaftlichen Rahmenbedingungen mit berücksichtigt werden.“

Für die Betroffenen – die Pflegebedürftigen – wird die angekündigte Dynamisierung (ab 2015) allerdings kaum wirkungsvolle Verbesserungen erbringen. Denn im Koalitionsvertrag von 2013 wurde keineswegs vorgesehen den seit 1995 fortschreitenden Wertverlust (nachholend) insgesamt auszugleichen und die Leistungen der Pflegeversicherung mit den (tatsächlichen) Pflegekosten wieder vollständig zur Deckung zu bringen. Es ist ausschließlich daran gedacht die dann (2015) geltenden pauschalen Leistungsbeträge der Pflegeversicherung um den Wertverlust der letzten drei Jahre zu erhöhen.
Die Pflegekosten würden also auch weiterhin nicht vollständig, sondern nur zum Teil durch die Versicherung abgedeckt werden, die Eigenanteile die der Pflegebedürftige (bzw. dessen Angehörige oder das Sozialamt) aufbringen müssten, würden somit weiterbestehen bzw. auch weiter anwachsen.
Durch zwei Pflegestärkungsgesetze will das Bundesgesundheitsministerium in dieser Wahlperiode nun deutliche Verbesserungen in der pflegerischen Versorgung umsetzen.